# Guerra civile in Tagikistan
La guerra civile in Tagikistan (in tagico Ҷанги шаҳрвандии Тоҷикистон?, Çangi şahrvandiji Toçikiston) iniziò nel marzo del 1992 quando i gruppi etnici delle regioni del Garm e della Regione Autonoma di Gorno-Badachshan insorsero contro il presidente del Consiglio Supremo Emomalī Rahmon, che rappresentava le città di Chujand e Leninabad, ovverosia le regioni di Suǧd e Chatlon. Dal punto di vista politico, gli scontenti erano i liberal democratici riformisti e gli islamisti; entrambi i movimenti si organizzarono per formare l'Opposizione Unita tagica.
Il presidente Rahmon, il leader dell'opposizione unita Sayid Abdulloh Nuri e il rappresentante speciale del segretario delle Nazioni Unite Gerd Merrem posero fine alla guerra civile firmando, il 27 giugno 1997, il "trattato sul mantenimento della pace e dell'accordo in Tagikistan" e il "protocollo di Mosca".